# Gran Premio motociclistico d'Olanda 1975
Il Gran Premio motociclistico d'Olanda 1975 fu il settimo appuntamento del motomondiale 1975.
Si svolse il 28 giugno 1975 sul TT Circuit Assen e vide la vittoria di Barry Sheene nella Classe 500, di Dieter Braun nella Classe 350, di Walter Villa nella Classe 250, di Paolo Pileri nella Classe 125, di Ángel Nieto nella Classe 50 e di Werner Schwärzel nei sidecar.
Durante la gara della 250, Rolf Thiele cade e subisce gravi lesioni alla testa. Muore qualche ora più tardi in ospedale.

## Classe 500

### Arrivati al traguardo

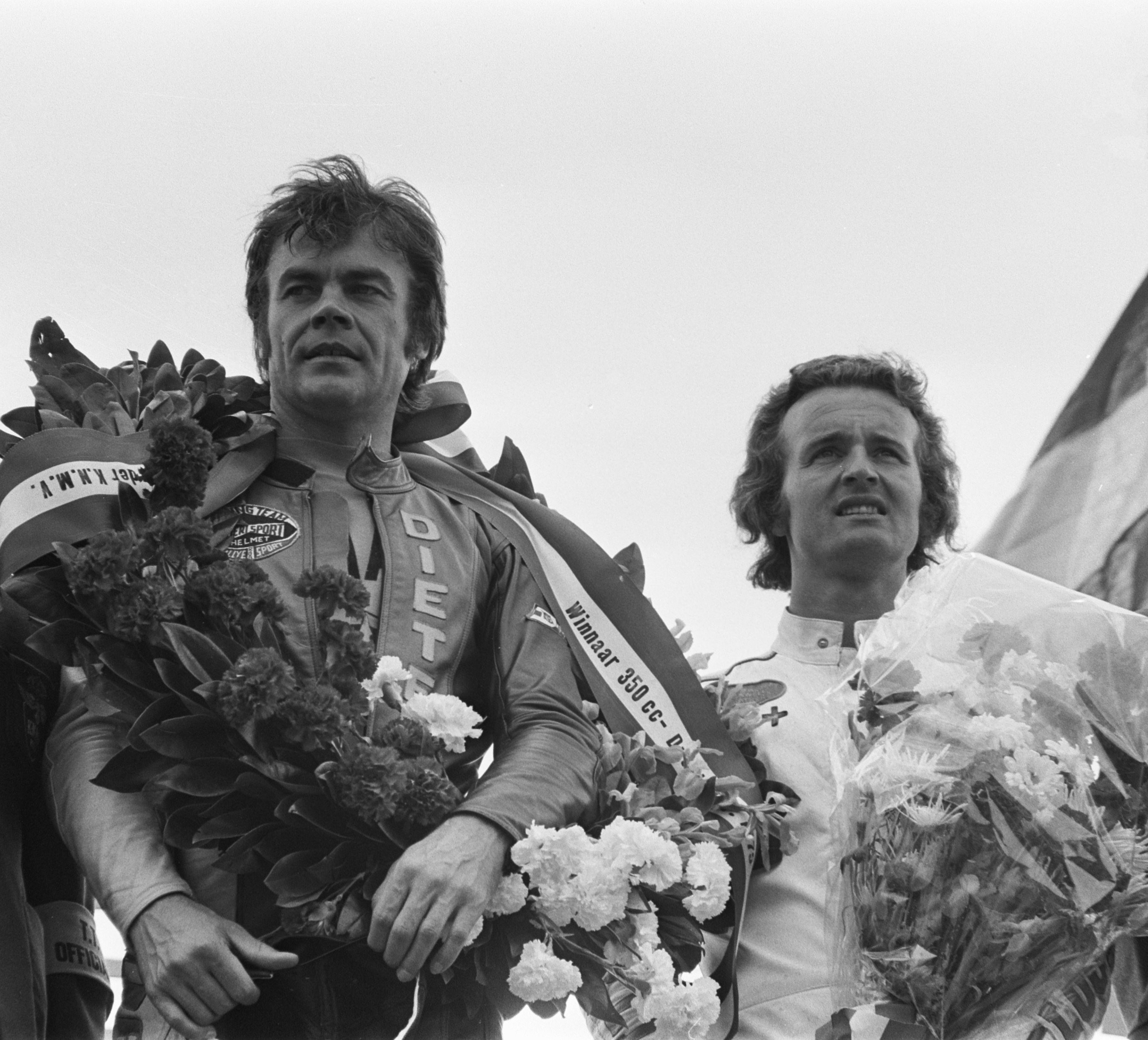
Il vincitore della 350 Dieter Braun e Wil Hartog (6°)

| Pos | Pilota             | Moto      | Tempo     | Punti |
| --- | ------------------ | --------- | --------- | ----- |
| 1   | Barry Sheene       | Suzuki    | 48' 01" 0 | 15    |
| 2   | Giacomo Agostini   | Yamaha    | +0" 0     | 12    |
| 3   | Phil Read          | MV Agusta | +48" 7    | 10    |
| 4   | John Newbold       | Yamaha    |           | 8     |
| 5   | Teuvo Länsivuori   | Yamaha    |           | 6     |
| 6   | Gianfranco Bonera  | MV Agusta |           | 5     |
| 7   | John Williams      | Yamaha    |           | 4     |
| 8   | Hans Stadelmann    | Yamaha    |           | 3     |
| 9   | Karl Auer          | Yamaha    |           | 2     |
| 10  | Piet van den Wal   | Yamaha    |           | 1     |
| 11  | Helmut Kassner     | Yamaha    |           |       |
| 12  | Cliff Carr         | Yamaha    |           |       |
| 13  | Rob Bron           | Suzuki    |           |       |
| 14  | Tony Rutter        | Yamaha    |           |       |
| 15  | Dick Alblas        | König     |           |       |
| 16  | Steve Ellis        | Yamaha    |           |       |
| 17  | Hans-Otto Butenuth | Yamaha    |           |       |
| 18  | Charlie Williams   | Maxton    |           |       |

## Classe 350

### Arrivati al traguardo
| Pos | Pilota              | Moto   | Tempo     | Punti |
| --- | ------------------- | ------ | --------- | ----- |
| 1   | Dieter Braun        | Yamaha | 49' 12" 9 | 15    |
| 2   | Pentti Korhonen     | Yamaha | +1" 2     | 12    |
| 3   | Alex George         | Yamaha | +2" 5     | 10    |
| 4   | Giacomo Agostini    | Yamaha |           | 8     |
| 5   | Johnny Cecotto      | Yamaha |           | 6     |
| 6   | Wil Hartog          | Yamaha |           | 5     |
| 7   | Hans Stadelmann     | Yamaha |           | 4     |
| 8   | Tony Rutter         | Yamaha |           | 3     |
| 9   | Chas Mortimer       | Yamaha |           | 2     |
| 10  | Jon Ekerold         | Yamaha |           | 1     |
| 11  | John Williams       | Yamaha |           |       |
| 12  | Olivier Chevallier  | Yamaha |           |       |
| 13  | Philippe Bouzanne   | Yamaha |           |       |
| 14  | Piet van den Wal    | Yamaha |           |       |
| 15  | Helmut Kassner      | Yamaha |           |       |
| 16  | Jack Findlay        | Yamaha |           |       |
| 17  | Jean-François Baldé | Yamaha |           |       |

## Classe 250

### Arrivati al traguardo
| Pos | Pilota                 | Moto            | Tempo     | Punti |
| --- | ---------------------- | --------------- | --------- | ----- |
| 1   | Walter Villa           | Harley-Davidson | 46' 53" 9 | 15    |
| 2   | Michel Rougerie        | Harley-Davidson | +46" 8    | 12    |
| 3   | Dieter Braun           | Yamaha          | +53" 5    | 10    |
| 4   | Bruno Kneubühler       | Yamaha          |           | 8     |
| 5   | Yvon Duhamel           | Kawasaki        |           | 6     |
| 6   | Pentti Korhonen        | Yamaha          |           | 5     |
| 7   | Patrick Pons           | Yamaha          |           | 4     |
| 8   | Nico van der Zanden    | Yamaha          |           | 3     |
| 9   | Jean-Louis Guignabodet | Yamaha          |           | 2     |
| 10  | Leif Gustafsson        | Yamaha          |           | 1     |
| 11  | Alan North             | Yamaha          |           |       |
| 12  | Jean-François Baldé    | Yamaha          |           |       |
| 13  | Adrie van den Broeke   | Yamaha          |           |       |
| 14  | Rolf Minhoff           | Yamaha          |           |       |
| 15  | Tom Herron             | Yamaha          |           |       |
| 16  | Philippe Bouzanne      | Yamaha          |           |       |
| 17  | Horst Lahfeld          | Yamaha          |           |       |

## Classe 125

### Arrivati al traguardo
| Pos | Pilota             | Moto        | Tempo     | Punti |
| --- | ------------------ | ----------- | --------- | ----- |
| 1   | Paolo Pileri       | Morbidelli  | 45' 42" 9 | 15    |
| 2   | Pier Paolo Bianchi | Morbidelli  | +0" 3     | 12    |
| 3   | Bruno Kneubühler   | Yamaha      | +1' 11" 0 | 10    |
| 4   | Leif Gustafsson    | Yamaha      |           | 8     |
| 5   | Jos Schurgers      | Bridgestone |           | 6     |
| 6   | Otello Buscherini  | Malanca     |           | 5     |
| 7   | Johann Zemsauer    | Rotax       |           | 4     |
| 8   | Harald Bartol      | Suzuki      |           | 3     |
| 9   | Roel Cornelis      | Yamaha      |           | 2     |
| 10  | Peter van Niel     | Yamaha      |           | 1     |
| 11  | Peter Frohnmeyer   | Maico       |           |       |
| 12  | Pentti Salonen     | Yamaha      |           |       |
| 13  | Aart Valster       | Yamaha      |           |       |
| 14  | Hans Müller        | Yamaha      |           |       |
| 15  | Hans-Jürgen Hummel | Yamaha      |           |       |

## Classe 50

### Arrivati al traguardo
| Pos | Pilota               | Moto       | Tempo     | Punti |
| --- | -------------------- | ---------- | --------- | ----- |
| 1   | Ángel Nieto          | Kreidler   | 32' 43" 0 | 15    |
| 2   | Herbert Rittberger   | Kreidler   | +0" 2     | 12    |
| 3   | Eugenio Lazzarini    | Piovaticci | +0" 3     | 10    |
| 4   | Gerrit Strikker      | Kreidler   |           | 8     |
| 5   | Juliaan Vanzeebroeck | Kreidler   |           | 6     |
| 6   | Rudolf Kunz          | Kreidler   |           | 5     |
| 7   | Juup Bosman          | Jamathi    |           | 4     |
| 8   | Theo van Geffen      | DRM        |           | 3     |
| 9   | Gerhard Thurow       | Kreidler   |           | 2     |
| 10  | Henk van Kessel      | Kreidler   |           | 1     |
| 11  | Theo Timmer          | Jamathi    |           |       |
| 12  | Roel Cornelis        | Kreidler   |           |       |
| 13  | Claudio Lusuardi     | Derbi      |           |       |
| 14  | Henk ten Wolde       | Kreidler   |           |       |
| 15  | Ingo Emmerich        | Kreidler   |           |       |
| 16  | Rolf Blatter         | Kreidler   |           |       |
| 17  | Walter Däuwel        | Kreidler   |           |       |
| 18  | Joop Zwetsloot       | Roton      |           |       |
| 19  | Wolfgang Golembeck   | Kreidler   |           |       |

## Classe sidecar
Per le motocarrozzette si trattò della 160ª gara effettuata dall'istituzione della classe nel 1949; si sviluppò su 14 giri, per una percorrenza di 107,860 km.
Pole position di Werner Schwärzel/Andreas Huber (König) in 3' 15" 8; giro più veloce di Malcolm Hobson/Gordon Russell (Yamaha) in 3' 19" 8 a 138,818 km/h.

### Arrivati al traguardo
| Pos | Pilota                | Passeggero       | Moto              | Tempo     | Punti |
| --- | --------------------- | ---------------- | ----------------- | --------- | ----- |
| 1   | Werner Schwärzel      | Andreas Huber    | König             | 47' 40" 3 | 15    |
| 2   | Rolf Biland           | Bernd Grube      | Seymaz-Yamaha     | +18" 2    | 12    |
| 3   | Angelo Pantellini     | Freddo Mazzoni   | König             | +30" 0    | 10    |
| 4   | George O'Dell         | Alan Gosling     | Renwick-König     |           | 8     |
| 5   | Amedeo Zini           | Andrea Fornaro   | König             |           | 6     |
| 6   | Siegfried Maier       | Gerhard Lehmann  | SMS-Yamaha        |           | 5     |
| 7   | Cees Smit             | Jan Smit         | König             |           | 4     |
| 8   | Heinz Luthringshauser | Hermann Hahn     | Busch Spezial-BMW |           | 3     |
| 9   | Otto Haller           | Erich Haselbeck  | BMW               |           | 2     |
| 10  | Gustav Pape           | Franz Kallenberg | König             |           | 1     |